# Lezhin Comics
Lezhin Comics est un service de lecture de webtoon fondé par blogueur sud-coréen Han Hee-sung en 2013. Elle est basée en Corée du Sud et ses services sont proposés en coréen, japonais et anglais.

## Histoire
Han Hee-sung, un blogueur coréen, a lancé Lezhin Comics en juin 2013. En novembre 2014, il hébergeait plus de 400 webtoons et Dessin humoristique, ce qui en fait le plus grand éditeur de webtoons de Corée du Sud en 2014. Le contenu est créé par des dessinateurs professionnels et amateurs, dont Lee Jin-young (Yool Lee), lauréat du Korea Content Awards 2013, et Yoo Ayoung, lauréat du Today's Cartoon Award 2014.
En avril 2015, Lezhin Comics a lancé ses services au Japon. Il a d'abord été lancé sous forme de site bêta, avant qu'un site Web officiel ne soit ouvert en juillet[réf. nécessaire].
En décembre 2015, Lezhin Comics a étendu ses services pour inclure les régions anglophones.
En mai 2017, elle est devenue le principal actionnaire de l'agence de gestion UL Entertainment.
En avril 2019, elle a fondé une société de production Drama Coréen et cinéma, Lezhin Studio. Elle est dirigée par Byun Sung-min, ancien dirigeant de Warner Bros. Pictures Korea et NEW.
En février 2021, des rapports ont confirmé que KidariStudio, Inc. avait finalisé son acquisition de Lezhin Entertainment, Inc. pour environ 130 milliards de KRW le 14 décembre 2020.

## Controverses
(octobre 2021).
En septembre 2017, Lezhin a fait face à un scandale concernant le traitement réservé à Gray ( 회색 ), l'auteur de Records of the Cold Moon ( 월한강천록 ), qui a annoncé sur Twitter à la fin de son contrat avec Lezhin qu'elle avait été obligée de travailler sur son webtoon bien qu'elle ait déclaré avoir un cancer.
En septembre 2017, l'Association coréenne des auteurs de Webtoon a publié une déclaration concernant les problèmes liés aux pénalités de retard de Lezhin. Des pénalités de retard sont facturées à l'artiste jusqu'à 9 % de son revenu mensuel s'il rend son manuscrit en retard de plus de deux jours après la date d'échéance. En novembre 2017, Lezhin a publié une déclaration annonçant que la pénalité de retard serait supprimée d'ici le 1er février 2018 pour permettre une période de trois mois afin de négocier les contrats avec les artistes.
En décembre 2017, un article a révélé l'existence d'une liste noire mise en place par Lezhin à l'encontre de leurs artistes, laquelle les excluait spécifiquement des publicités et des événements promotionnels. Lezhin a répondu en niant l'existence de cette liste noire. En janvier 2018, SBS a rapporté la fuite d'un e-mail visant à exclure plusieurs œuvres de la page principale et de toute action promotionnelle.
En janvier 2018, Lezhin a annoncé que ses contrats avec les auteurs EunSong et Michii seraient résiliés le 6 février. Les deux auteurs ont déclaré qu’ils n’avaient pas été informés par Lezhin mais via leurs comptes sur les réseaux sociaux. Lezhin a déclaré plus tard qu'ils engageraient des poursuites judiciaires contre EunSong et Michii pour propagation de fausses rumeurs.
Le 11 janvier, une manifestation a eu lieu devant les bureaux de Lezhin pour protester contre les actions en justice et le traitement réservé aux auteurs. Un forum organisé par le ministère de la Culture s'est tenu à la fin du mois pour aborder la question des pratiques abusives au sein de l'industrie.
En juillet 2018, le PDG de Lezhin, Hee-Sung Han, a officiellement reconnu et présenté ses excuses concernant l'accusation selon laquelle l'entreprise aurait créé une liste noire de créateurs, les désavantageant dans l'exposition et la publicité de leurs œuvres, ainsi que pour la confusion causée aux auteurs après l'arrêt soudain de sa plateforme de romans web.